# Dinotrema cursor
Dinotrema cursor är en stekelart som beskrevs av Vladimir Ivanovich Tobias 2007. Dinotrema cursor ingår i släktet Dinotrema och familjen bracksteklar. Inga underarter finns listade i Catalogue of Life.